# Holzminden
Holzminden (dolnoněmecky: Holtsminne) je město v jižním Dolním Sasku v Německu. Je to hlavní město zemského okresu Holzminden. Nachází se na řece Vezera, která v tomto místě tvoří hranici se spolkovou zemí Severní Porýní-Vestfálsko.

## Dějiny

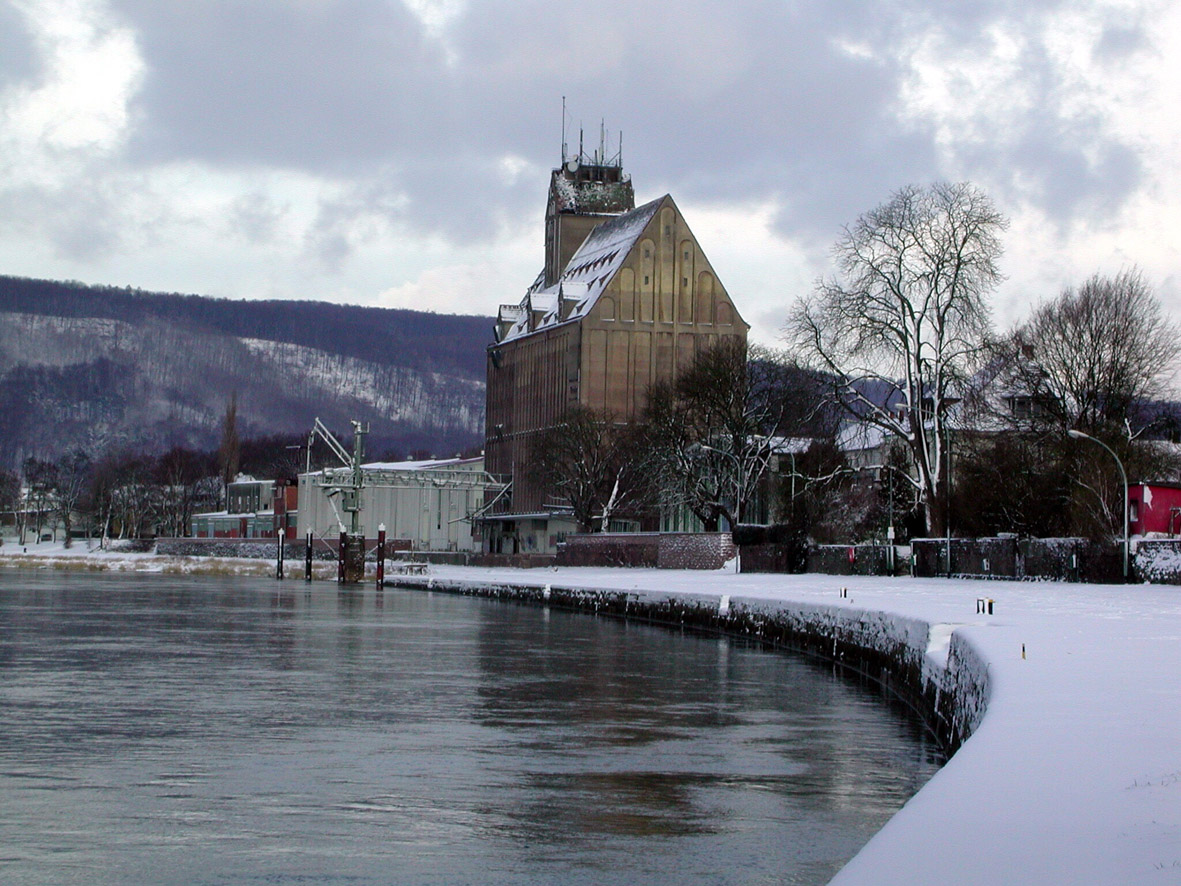
„Weserkai“ a velká sýpka

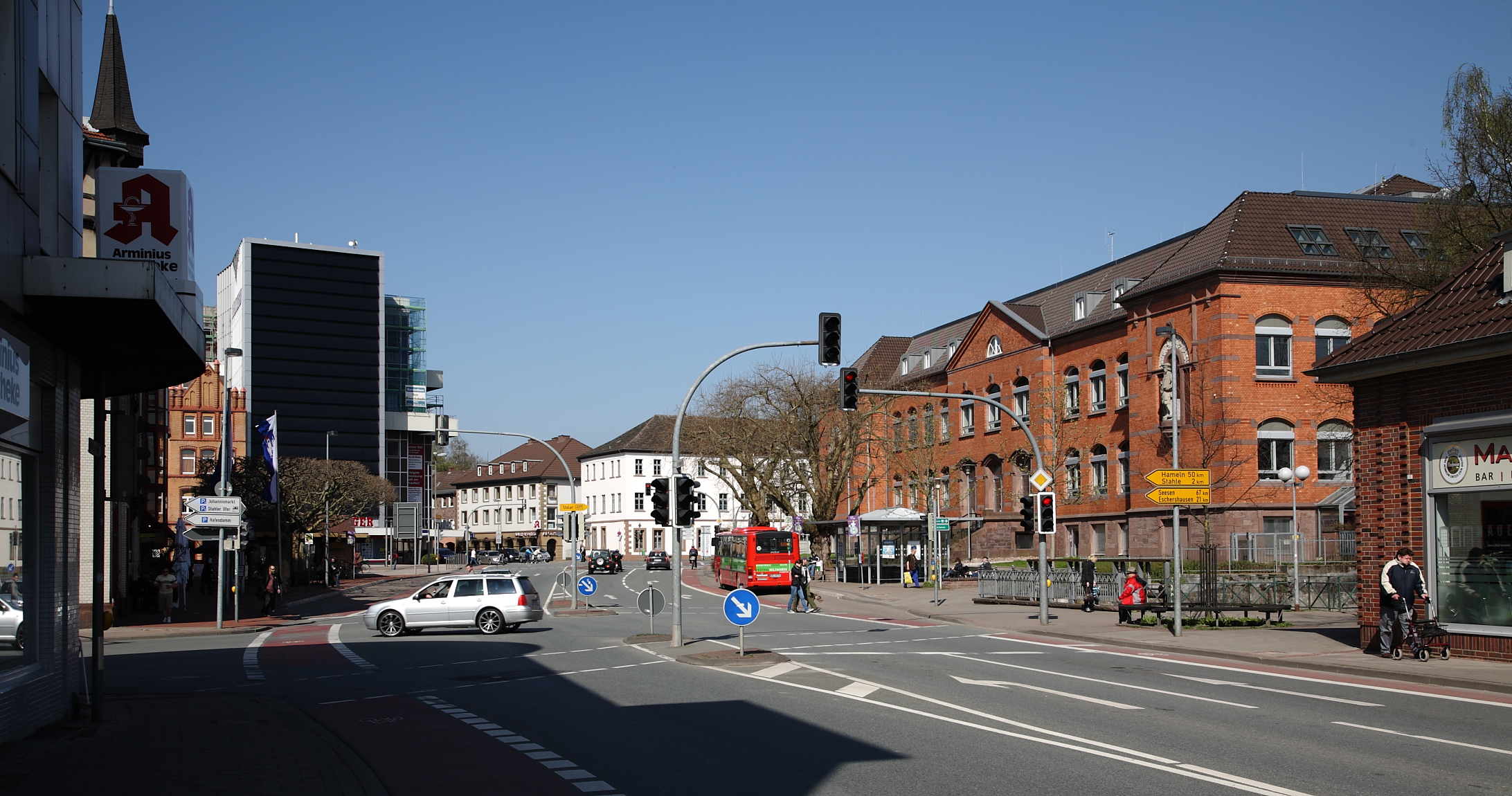
„Fürstenbergerova ulice“ s výhledem na „Haarmannovo náměstí (Haarmannplatz)“, pojmenované po místním stavebním mistrovi Friedrichu Ludwigu Haarmannovi, vpravo Hochschule für angewandte Wissenschaft und Kunst (HAWK)

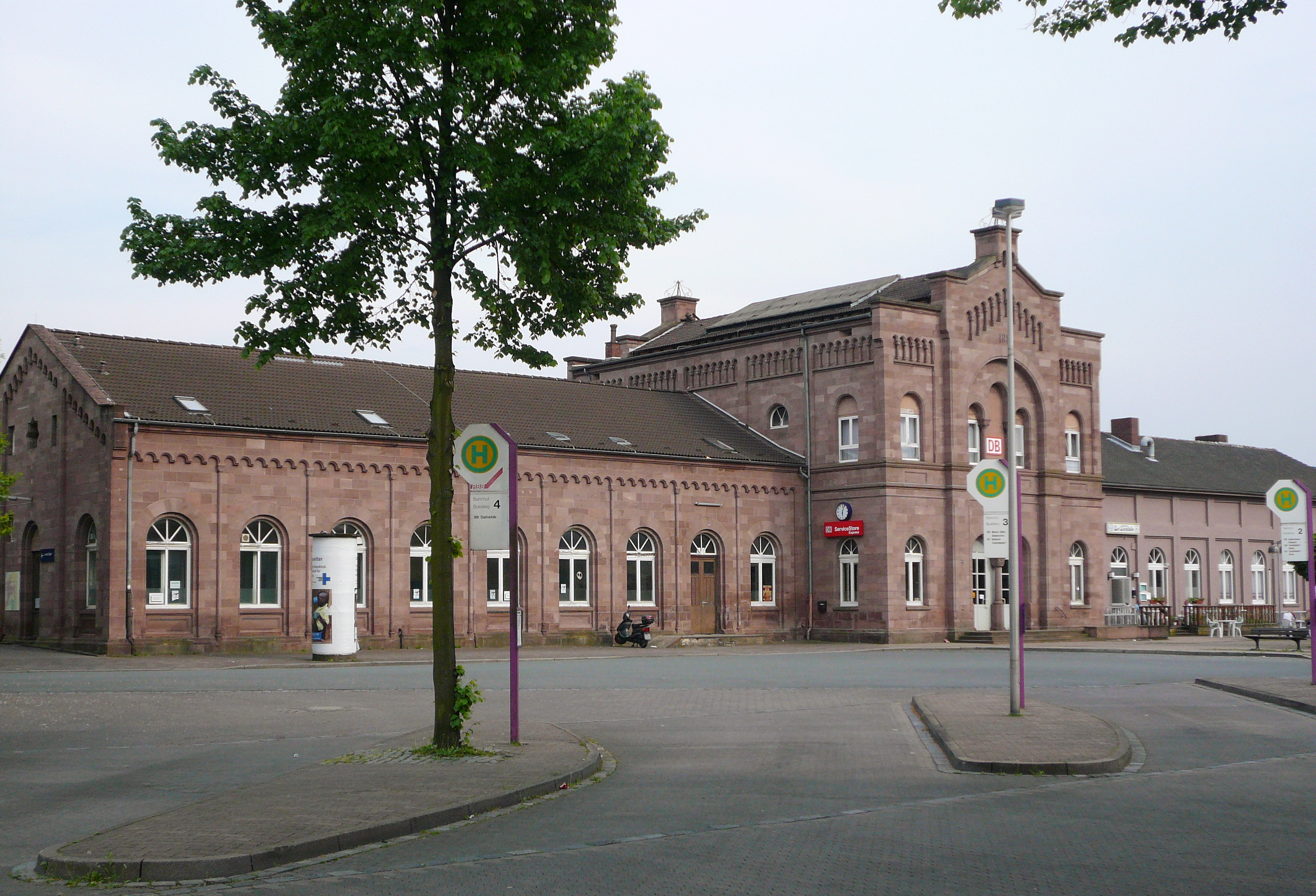
Vlakové nádraží

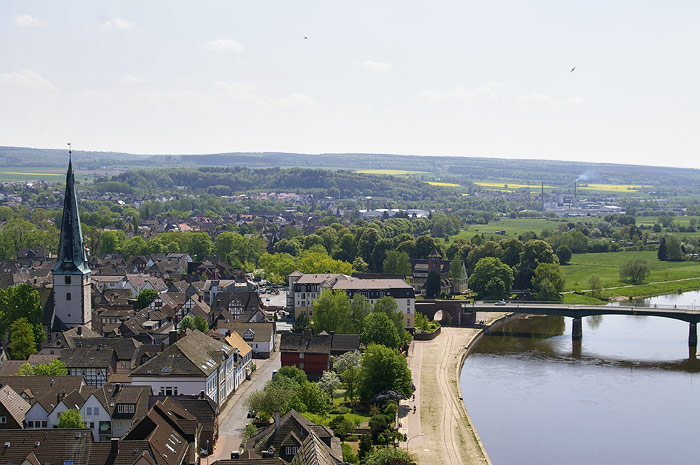
Stará část města a řeka Vezera

Holzminden byl poprvé zmíněn v 9. století jako Holtesmeni. Název však v této době neodkazoval na současné město, ale na vesnici Altendorf, „starou vesnici“, která byla do města včleněna v roce 1922.
Za vlády Ludvíka Pobožného (814–840) přišli do této části Německa mniši z opatství Corbie ve Francii a založili dceřiný dům v Hethis v Sollingu. Když se ukázalo, že toto místo není obyvatelné (kvůli špatnému přístupu k vodě), bylo opuštěno a poblíž řeky se otevřel nový klášter Corbeia nova (klášter Corvey).
Předpokládá se, že osada vznikla spolu s dalšími osadami okolo 6. až 7. století. Další vesnice byly následně opuštěny, protože Holzminden získal obecní svobody, což dalo jeho obyvatelům větší privilegia a přilákalo nové osadníky z okolního vnitrozemí.
V roce 1200 se město dostalo pod ochranu knížecího hradu Everstein a do roku 1245 získalo městskou listinu. Ta byla udělena hrabětem z Eversteinu. Na městském znaku je zobrazen eversteinský lev v otevřené městské bráně.
Od roku 1408 patřilo město welfenským knížatům; a od 16. století knížatům z Brunšviku z wolfenbüttelské linie. Od 16. století až do roku 1942 tedy Holzminden ležel v Brunšviku-Lüneburku.
V roce 1640, během třicetileté války, bylo město zničeno císařskými vojsky, z čehož se vzpamatovávalo jen pomalu. Až do 20. století zůstal Holzminden provinčním městem malých farmářů a hospodářství.
Během první světové války byl na okraji města velký civilní internační tábor, ve kterém pobývalo až 10 000 polských, ruských, belgických a francouzských státních příslušníků, včetně žen a dětí (1914–1918); a také menší zajatecký tábor pro důstojníky Britů a Britského impéria (1917–1918).

## Ekonomika
Řemesla a zemědělství už dávno nejsou hlavním zdrojem příjmů města. Holzminden je nyní převážně průmyslové město.
V Holzmindenu má sídlo velká společnost Stiebel Eltron a Owens-Illinois zde provozuje sklárnu.

## Náboženství
Holzminden jako součást bývalého území Brunšviku udržuje protestantskou tradici. Nejstarším z městských kostelů je kostel sv. Pavla v Altendorfu z doby před rokem 1200. Další kostely ve městě jsou pojmenovány po Lutherovi, sv. Michaelovi, sv. Tomáši a sv. Josefovi (katolickém).

## Památky
Tillyho dům z roku 1609 se nachází na Johannisově náměstí. Jan Tserclaes, hrabě z Tilly, velitel císařských vojsk, zde údajně strávil noc.
Symbolem Holzmindenu se stala věž luteránského kostela.
Severinsche Haus je bohatě zdobený dům z roku 1683. Je největším z buržoazních domů, zdobí ho výrazná korouhvička a je známý svými šikmými podlahami.
Na věži císaře Viléma, jižně od města, je vyhlídková plošina.

## Muzea
- Městské muzeum
- Muzeum panenek a hraček (soukromé)

## Vzdělávací instituce
- HAWK, Hochschule für angewandte Wissenschaft und Kunst, byla založena v roce 1831/32 Friedrichem Ludwigem Haarmannem jako první vysoká škola architektury v Německu.[4]
- LSH, Internat Solling, je soukromá internátní škola založená v roce 1909. Má rozsáhlé pozemky na západním svahu Sollingu.[5]
- Campe-Gymnasium.
- Dalšími středními školami jsou Dr. Jasper-Realschule a Johannes-Falk-Schule (Hauptschule).
- Nachází se zde také Förderschule, Schule an der Weser a Anne-Frank-Schule.

## Partnerská města
- Leven, Fife, Skotsko

## Významní lidé
- Erwin Böhme (1879–1917), letecké eso z první světové války
- Ulrich Brinkhoff (* 1940), fotograf a spisovatel
- Carl Wilhelm Gerberding (1894–1984), průmyslník a zakladatel Dragoco
- August Hampe (1866–1945), politik, ministr spravedlnosti zemského okresu Braunschweig
- Adolf Heusinger (1897–1982), německý generál a předseda Vojenského výboru NATO
- Eberhard Itzenplitz (1926–2012), filmový režisér
- Leopold Scherman († 1970), architekt

### Další významní lidé, kteří žili v Holzmindenu
- Jyhan Artut (* 1976), hráč šipek
- Jonatan Briel (1942–1988), filmový režisér a herec
- Robert Bunsen (1811–1899), chemik
- Niels Jannasch (1924–2001), námořník, kurátor a námořní historik
- Nicolas Kiefer (* 1977), tenista
- Christian Meyer (* 1975), politik za Alianci '90 / Zelení a ministr Dolního Saska
- Wilhelm Konrad Hermann Müller (1812-1890), filolog germanistiky
- Wilhelm Raabe (1831–1910), romanopisec
- Annika Roloffová (* 1991), atletka, která se specializuje na skok o tyči
- Carola Roloffová (* 1959), buddhistická jeptiška, tibetoložka, univerzitní profesorka
- Uwe Schünemann (* 1964), politik CDU a ministr Dolního Saska
- Meinolf Sellmann, počítačový vědec
- Generaloberst Nikolaus von Falkenhorst (1885–1968), odsouzený válečný zločinec; nesplnil rozkaz komanda; vinen z 8 dalších obvinění
- Princ Wilhelm Karl Pruský (1922–2007)
- Heinz H. Weissenstein (1912–1996), fotograf